# 자조역
자조역(일본어: 茶所駅)은 일본 기후현 기후시에 위치한 나고야 철도 나고야 본선의 철도역이다. 역 번호는 NH 58이며, 섬식 승강장 2면 2선의 구조를 갖춘 지상역이다.

## 타는 곳
| 1 | ■ 나고야 본선 | 하행 | 기후 방면                           |
| 2 | ■ 나고야 본선 | 상행 | 이치노미야 · 나고야 · 신하시마 방면 |

## 이용 현황
- 2013년 기준 : 1,667명

## 역 주변
- 기후 대학 교육학부 부속 초등학교 · 중학교

## 인접 역
| 나고야 철도 나고야 본선  | 나고야 철도 나고야 본선 | 나고야 철도 나고야 본선      |
| ------------------------ | ----------------------- | ---------------------------- |
| NH 57 기난 도요하시 방면 | ■ 나고야 본선           | 가노 NH 59 메이테쓰기후 방면 |